# Друга шпанска република
Друга шпанска република је била влада у Шпанији која је трајала од 14. априла 1931. године до 1. априла 1939. године. Прва шпанска република трајала је од 1873. године до 1874. године. Постојање Републике обележио је грађански рат, који је започео 1936. године.
СФРЈ је признавала ову владу Шпаније и након њеног пораза у грађанском рату. Формално је престала да је признаје око 1976, након што је краљ Хуан Карлос I позвао и републиканску владу у егзилу, с циљем да би одржали парламентарне изборе непосредно после смрти Франсиска Франка.

## Историја
Шпанска република основана је 14. априла 1931. године, након пораза краља Алфонса XIII на месним изборима и његове абдикације. Након изгона краља из државе, формирана је привремена влада на челу са Нисетом Алкалом Замором која је трајала до 9. децембра 1931. када је проглашен нови устав. У Шпанији је на власти тада била републиканско-социјалистичка партија Мануела Асанара.
Први председник Републике био је Нисето Алкала Замора (1931-1936). На изборима 1933. године победио је радикал Алехандро Лерукс, који је повукао већину републиканских реформи. Доласком радикала на власт, букнули су устанци социјалиста и анархиста у Астурији и Каталонији у октобру 1934. године.
На изборима у јануару 1936. године, на власт је дошао Народни фронт, коалициона влада социјалиста, комуниста и лево оријентисаних републиканаца. Нови председник Републике постао је Мануел Азања. Наредних месеци појачали су се сукоби између десних и левих снага. Сукоби су били све интензивнији, све до 17. јула 1936. године, када су се трупе, предвођене генералом Франсиском Франком, у Шпанском Мароку побуниле против Републике.

### Шпански грађански рат
Генерал Франко је 17. јула 1936. године покренуо напад шпанске војске у Африци на Шпанску републику. Главни финансијери Франкове војске биле су Мусолинијева Италија и Хитлерова Немачка, док су републиканци примали помоћ од Мексика, Совјетског Савеза и од добровољаца у Интернационалним бригадама. Од 1937. године, побуњеници су углавном побеђивали, а републиканци су се углавном повлачили. Република је пала 1. априла 1939. године, уласком трупа генерала Франка у Мадрид.

## Социоекономска структура
Шпанија је у време Друге републике остала држава са јаком аграрном и полуфеудалном структуром. Само у северним граничним подручјима Пиринејског полуострва, посебно након све већих тежњи Баскије и Каталоније ка аутотомији, развијала се индустрија која је била упоредива са западноевропским стандардима.
Шпанска економија није била директно погођена глобалном економском кризом из 1929. године, јер је била снажно оријентисана ка домаћем тржишту. Оријентисање ка европским и светским тржиштима је зависило од прилива страних инвестиција, који је нажалост опао због кризе и сигурне ненаклоњености према републици. Било је и случајева тзв. бега капитала, што је допринело повећању незапослености и сиромаштва.

### Носитељи старог поретка
Сектор пољопривреде био је окарактерисан екстремном концентрацијом имовине у корист великих земљопоседника, посебно у јужним деловима Андалузије и Екстремадуре. Они су деловали у складу са идеалом Хиспанидад (целина коју сачињава шпанско говорно подручје, или поглед на свет у Шпанији и Латинског Америци), инспирисани империјалном величином Шпаније након откривања и освајања Америке, када су великани неограничено доминирали животом нације. Индустријалци и банкари су били под сумњом, да нису „прави Шпанци“.
Хиспанидад су представљали пре свега официри који су се после пораза у Шпанско–америчком рату 1898. године и погубних Мароканских ратова све више посвећивали условима у домовини.
Трећи ступ тих традиционалних структура моћи представљала је шпанска католичка црква. Чланови високог свештенства су били међу највећим земљопоседницима и најутицајнијим људима у банкарском сектору.

### Средња класа
На рубу те хијерархијске тријаде је живела средња класа, друштвени носилац модерне демократске републике. У њој су биле јасно изражене либералне и светске, али и католичко–конзервативне тенденције. Средњу класу је сачињавало само 20% становништва, које је било подељено између ауторитарних склоности старих елита и понекад насилно изведених захтева организованих радних снага.

### Организована радна снага
Године 1869. изасланици из различитих група Прве интернационале прешли су кратку удаљеност преко Пиринеја како би проширили своје идеје. Првобитно су доживели велико разочарење, јер су конкурирајући анархисти брзо стекли присталице међу шпанским пољопривредницима. Након распада Прве Републике у децембру 1874, држава је још увек у потпуности и насилно заступала интересе „горњих десет хиљада“, док је „друштвено питање“ у остатку западне Европе пре Првог светског рата било ублажено правним реформама које су садржавале друштвено–политичке повластице.
Осим тога, чланство у анархистичним организацијама било је бесплатно за разлику од социјалистичких организација. Током година, социјалистичка заједница УГТ, основана 1888. године, успела је да забележити стално повећање чланства. Она је задржала свој реформистички смер чак и након Руске револуције 1917. Анархисти, који су имали властите идеје о револуцији и комунистичком друштву, развили су нови организацијски облик прилагођен индустријским условима 20. века. Инспирисани француским синдикализмом, основали су синдикат ЦНТ. У развоју два споменута синдиката формирани су регионални приоритети. Социјалисти су углавном били заступљени у кастиљским пределима Леону и Ла Манчи, Екстремадури и Астуријасу; анархисти у Валенцији, Каталонији, Андалузији и Арагону. Оба синдиката имала су чланство које је премашило милионски ниво.

## Године реформе 1931–1933
Велика жеља нове државне владе је била модернизација Шпаније. У том процесу, влада је хтела да реши три проблематична подручја: одговорности централне мадридске владе требало би да буду поново дефинисане у корист историјских регија, затим би требало да буде потиснута доминација традиционалних елита, као што би требало бити успостављено питање власништва на великим земљишним поседима. Поред ових темељних питања, од непосредне важности био је и наставак економског развоја који је започео током диктатуре. Први пут након Наполеонских ратова, Шпанија је успела да надокнади свој економски изостанак за водећим европским државама, међутим то је направила на рачун удвостручавања јавног дуга. Новом министру за финансија је успело да смањи дуг за 50%, али на рачун заоштравања порезног система.
Највећи изазов за Републику је било тзв. „социјално питање“. Најпре би побољшање економске ситуације у руралним и индустријским подручјима могли створити прилику за његово што шире прихватање. Док је програм економског подстицаја Приме де Ривераса био усмерен искључиво на индустријски сектор, земљишна реформа имала је за циљ да се смањи несигурна социјална ситуација у руралним подручјима. Аграрна одредба из септембра, 1932. године имала је циљ да јужну латифундију развије у корист друштва. Иако је начелно договор о потреби реформе био једногласан са свих страна, дошло је до спора између републиканаца и социјалиста. Шпанска социјалистичка радничка странка (PSOE – Partido Socialista Obrero Español) и Општи савез радника (UGT – La Unión General de Trabajadores) позивали су колективно управљање са земљиштем, док су либералци желели да се земљиште доделити сељацима. У позадини тог конфликта су стајале стратешке идеје: либералци су тражили појаву ситне буржоаске класе, док су их левичарске странке хтеле у томе спречити.
У политичкој пракси републиканци су избегавали да аграрно питање поставе у центар реформе. Тако су у две године продали само мали део поља по неповољним ценама. Нови власници морали су куповати земљиште по пуној цени, јер су претходни власници добили накнаду. Осим тога, банке су одбијале да дају кредите, што је повећало застој у пољопривреди. Две трећине незапослених били су из пољопривредног сектора, где је забележен велики број протеста, чак 40%. Социјалистички министар рада Франциско Ларго Кабалеро, који је већ радио као државни повереник Приме де Ривераса, издао је од децембра 1931. године многобројне законе, којима је био циљ унапређење правне ситуације запослених у индустријском сектору као и регулација протеста, који су били у том раздобљу веома раширени.

### Култура и образовање
Политика нове владе по питању културе и образовања показала се посебно контроверзном. Републиканци су били први владајући поредак у Шпанији који су се бринули о образовању. Након проглашења Републике, око једне трећине Шпанаца старијих од десет година није знало да чита и пише. Влада је желела да повећа стопу уписа деце у школе, да оснује одбор за унапређење стручног образовања, да уведе вечерњу наставу за одрасле и да шаље путујуће библиотеке на удаљена подручја.
Та одредба је неизбежно утицала на положај Католичке цркве, која је играла значајну улогу у друштву. Либералци као и левичари су презирали католицизам. Нацрт устава, који је одобрио цркви посебан статус, али у исто време и ограничио неке привилегије, је од стране већине гласача у шпанском парламенту (El Corte) проглашен неважећим. Издата је забрана запошљавања за особље, које је било верски опредељено. То је изазвало велике проблеме, јер није било могуће тако брзо заменити пружатеље веронаука, поготово зато што су финансијска средства била ретко доступна. Утицајни језуитски ред проглашен је незаконитим. Промене у закону биле су такође пропраћене насиљем над црквеном имовином. Дана 11. маја, месец дана након проглашења републике, антицрквени кругови почели су да пале цркве након наводне монархистичке провокације, којом је покушан напад на анархистичке дневне новине.

## Влада у егзилу
Након пораза Републике, формирана је Влада у егзилу Друге шпанске републике. Имала је амбасаду у Мексико Ситију до 1976. године, а званично је распуштена наредне године.